# Capră (sport)

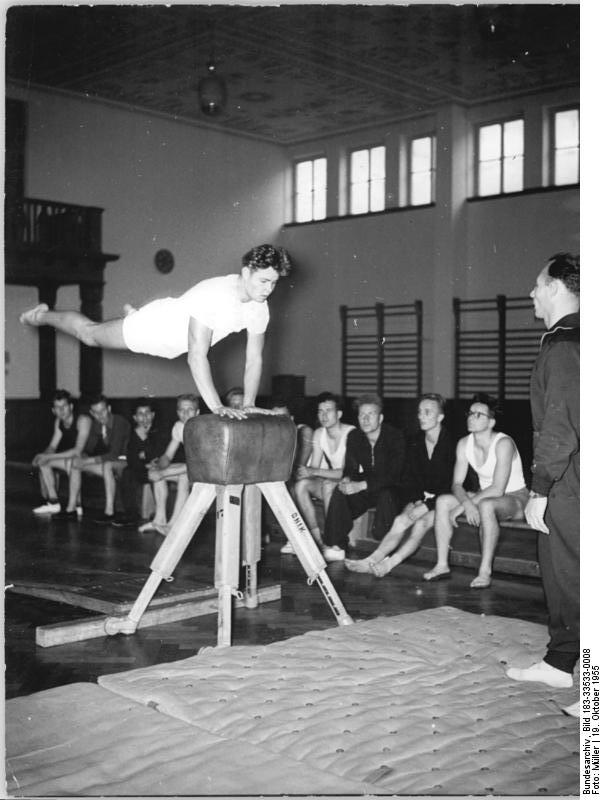

Capră este un aparat de gimnastică pentru sărituri, format dintr-un corp prismatic capitonat așezat pe patru picioare, cu înălțimea reglabilă.